# Acanalonia impressa
Acanalonia impressa är en insektsart som beskrevs av Metcalf och Bruner 1930. Acanalonia impressa ingår i släktet Acanalonia och familjen Acanaloniidae. Inga underarter finns listade i Catalogue of Life.